# Capparis cantoniensis
Capparis cantoniensis är en kaprisväxtart som beskrevs av João de Loureiro.
Capparis cantoniensis ingår i släktet Capparis och familjen kaprisväxter. Inga underarter finns listade i Catalogue of Life.